# أوركا سيتونانسيس
أوركا سيتونانيس (Orcinus citoniensis) هو نوع منقرض من حيتان الأوركا التي تم تحديدها في أواخر العصر البليوسيني لإيطاليا وعصر البليستوسين المبكر في إنجلترا. كان أصغر من الحوت القاتل الحديث (Orcinus Orca) بحيث يصل طولها ٳلى 4 أمتار، ولكن كان لديه حوالي 8 أسنان أكثر في فكيه. قد يكون يشبه الحوت القاتل الحديث في المظهر، ويمكن أن يمثل نوعًا انتقاليًا بينه و بين أنواع الدلافين الأخرى. كانت أوركا سيتونانيس تصطاد الأسماك الكبيرة والحبار، وتتعايش مع الحيوانات المفترسة الكبيرة الأخرى في ذلك الوقت مثل ميجالودون وأوركا هميسينتراشوليس.

## التسمية
تم وصف عينة النمط الشامل (رقم: MB-1COC-11.17.18)، وهي هيكل عظمي غير مكتمل، لأول مرة من قبل عالم الأحافير جيوفاني كابيليني باسم (Orca citoniensis) في عام 1883، والتي جائت من رواسب العصر الجليدي المتأخر في مزرعة بولتريشانو خارج بلدة سيتونا في توسكانا بإيطاليا، ومن هذه البلدة أخد ٳسم citoniensis. وقد أرخ العالم الجيولوجيا الإنجليزي ريتشارد ليدكر في عام 1887 لعينة تتكون من سن وأذن داخلية يمنى وعظم محيطي من طبقة الصخور الحمراء التي يرجع تاريخها إلى أوائل العصر البليستوسيني في إنجلترا، مشيرًا إلى أنها كانت مشابهة من تلك الموجودة عند الحوت القاتل الحديث (O. Orca) ولكنها أصغر بكثير. وفي عام 1904، استبدل عالم الحيوان الفرنسي إدوارد لويس ترويسارت كلمة Orca بـ Orcinus ووصف الحوت بٳسم Orcinus citoniensis، وهو الٳسم المستخدم حاليا.
في عام 1937، أشار عالم الحفريات الياباني هيكوشيتشيرو ماتسوموتو إلى اكتشافات العالم ريتشارد ليدكر بٳسم (Orca cylindrica). وفي عام 1988، قام عالم الأحافير الإيطالي جورج بيلري بٳرجاع أسنان مكتشفة من العصر الميوسيني المتوسط إلى هذا النوع (عينة رقم: MGPT-PU13981)، وجدت في منطقة سافوا في فرنسا. ولكن تم تنقيح هذا لاحقًا في عام 1996، من قبل عالم الحفريات الإيطالي جيوفاني بيانوتشي على أساس أن الجزء الخلفي من جذر السن كان كبيرا جدا والعينة في الواقع تعود إلى العصر البليوسيني. وحدد بيانوتشي أيضًا قطعة من منقار حوت تظهر تجاويف الأسنان، من العينة MB-nc ، أيضًا من العصر البليوسيني المتأخر وجدت في توسكانا في ٳيطاليا، والتي رجح انها تنتمي إلى نفس النوع.
قد يمثل أوركا سيتونانسيس نوعًا انتقاليًا بين الدلافين المبكرة والحوت القاتل الحديث. ومع ذلك، أشار الياباني ماتسوموتو، أثناء وصفه لهذا النوع في عام 1937، إلى أن أسنان أوركا باليوركا أكبر بكثير ولها أبعاد مشابهة لأسنان الحوت القاتل الحديث أكثر من تلك الموجودة في أوركا سيتونانسيس.

## وصف
يتكون النمط الكلي المكتشف من الفرع الأيمن لعظم الفك، والأسنان في الفك الأيمن، والأسنان المنفصلة، والحبل الشوكي الذي يفتقر إلى فقرات العنق الثلاثة الأولى وفقرات الذيل الأخيرة، وبعض الأضلاع، وعظم الصدر، وكتف الكتف الأيمن، وشظايا عظم العضد والمشط من الزعنفة. ويبلغ قياس الجمجمة حوالي 60 سم، بينما جمجمة الحوت القاتل الحديث تبلغ من 65 إلى 110 سم.
ومثل الحوت القاتل الحديث، فإن خطم أوركا سيتونانيس عريض وقصير نسبيًا، ومقبس العين صغير نسبيًا. لكن لديه 28 سنًا مخروطي الشكل في كل فك، على عكس الحوت القاتل الحديث الذي يبلغ متوسط عدد أسنانه 24 سنًا. ويبلغ طول النمط الشامل 4 أمتار، وهو أصغر مقارنةً بالحوت القاتل الحديث الذي يتراوح طوله بين 7 و 10 أمتار. أما الفقرات فهي كبيرة، مع 11 فقرة صدرية و 51 فقرة في المجموع.

## البيئة والغداء
العصر البليوسيني في توسكانا هو ممثل تيار صاعد غني بالغداء في المياه الساحلية والمنطقة العميقة على طول المنحدر القاري. وعرف بٳنتشار مجموعة واسعة من الثدييات البحرية، مثل دلافين إتروديلفيس وحوت العنبر الصغير والحيتان المنقارية وحيتان البالين وأطوم ميتاكسيثيروم وفقمة مونك، بالٳضافة عدة أنواع من سمك القرش. كما تحتوي المنطقة على واحدة من أكثر تجمعات القشريات عشريات الأرجل تنوعًا من العصر البليوسيني، والتي كانت تستوطن قاع البحر الرملي الموحل وفي أماكن قاع البحر الصخري الصلب في المياه الهادئة والمليئة بالأكسجين بالقرب من الشاطئ، وهي أماكن تساعد على الحياة العشوائية. وقد كانت الأعشاب البحرية شائعة كذالك، على غرار عشب نبتون المتوسطي الحديث.

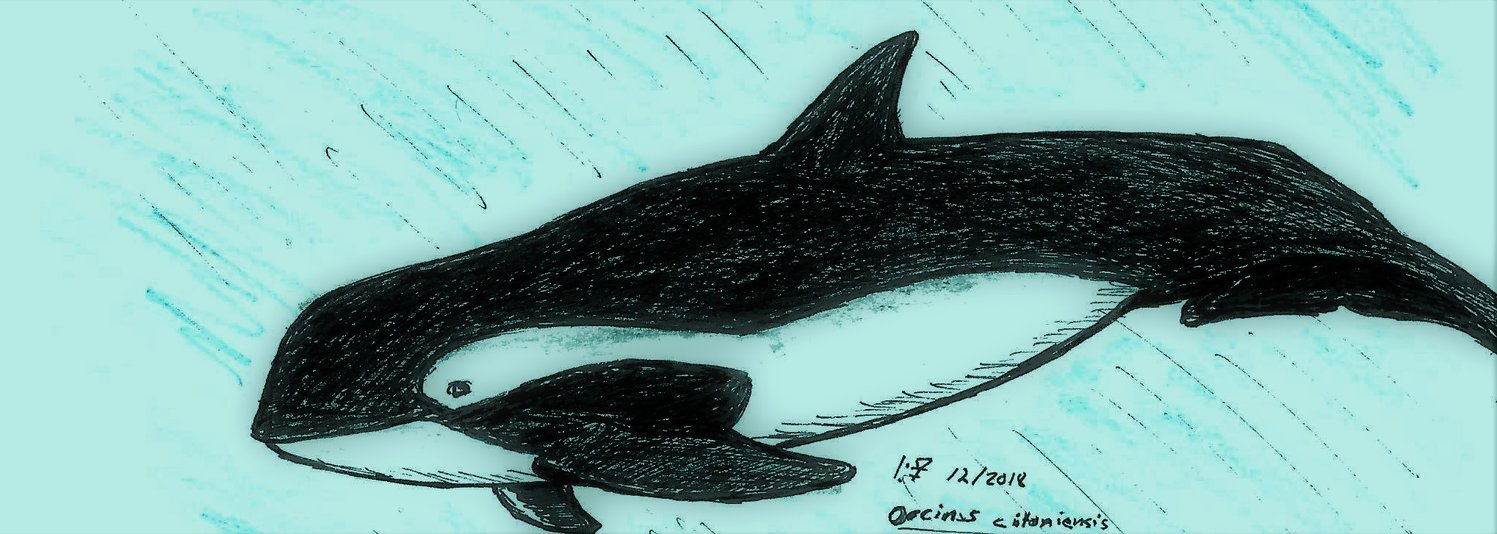
رسم تقريبي لأوركا سيتونانسيس

ويشير هذا التكوين لطبقة الصخور الحمراء ٳلى بيئة قريبة من الشاطئ معتدلة وضحلة، وربما عند مصب نهر كبير كما تشير إلى ذالك حبوب اللقاح الصنوبرية وبقايا الفقاريات الأرضية الصغيرة المكتشفة. وقد كانت حيتان أوركا سيتونانسيس تصطاد في مجموعات تعاونية مثل الحوت القاتل الحديث، وفيما يتعلق بالنظام الغذائي ، ربما كان أكثر تشابهًا مع الحوت القاتل الكاذب الحديث (Pseudorca crassidens) والحوت القاتل القزم (Feresa attenuata) من حيث أنه كان يتكون أساساٞ من الحبار والأسماك الكبيرة والفقاريات.